# Zygodon menziesii
Zygodon menziesii là một loài Rêu trong họ Orthotrichaceae. Loài này được (Schwägr.) Arn. miêu tả khoa học đầu tiên năm 1827.